# Frontière entre la Dominique et le Venezuela
La frontière entre la Dominique et le Venezuela consiste en un segment maritime, à l'ouest de la Dominique et à l'est de l'île vénézuélienne Isla de Aves.

## Caractéristiques
Elle n'est délimitée par aucun traité mais peut-être définie indirectement via la frontière entre la France et le Venezuela (îles françaises de Guadeloupe et de Martinique) située de chaque côté du segment.
Ce trait s'appuie sur le méridien 62° 48' 50" Ouest entre les latitudes 15° 03' 54" Nord et 14° 29' 19" Nord 

## Carte des frontières maritimes dans les Caraïbes

Délimitations des frontières maritimes dans les États et territoires des Caraïbes.